# Giovanni Battista Bellè
Giovanni Battista Bellè (Lodi, 4 ottobre 1776 – 30 giugno 1844) è stato un vescovo cattolico italiano.

## Biografia
Venne ordinato sacerdote il 28 febbraio 1801. Al momento della sua nomina fu canonico della Cattedrale di Lodi e rettore di quel Seminario vescovile. Venne nominato vescovo di Mantova il 20 febbraio 1835: confermato nell'ufficio il 24 luglio 1835, fu ordinato due giorni dopo.
Intraprese una visita pastorale dettagliata della sua diocesi. Nel 1836 introdusse un nuovo catechismo diocesano. Dedicò particolare attenzione al livello d'insegnamento del Seminario e al restauro degli edifici originali che adibì a Seminario minore. Morì il 30 giugno 1844.

## Genealogia episcopale
La genealogia episcopale è:
- Cardinale Scipione Rebiba
- Cardinale Giulio Antonio Santori
- Cardinale Girolamo Bernerio, O.P.
- Arcivescovo Galeazzo Sanvitale
- Cardinale Ludovico Ludovisi
- Cardinale Luigi Caetani
- Cardinale Ulderico Carpegna
- Cardinale Paluzzo Paluzzi Altieri degli Albertoni
- Papa Benedetto XIII
- Papa Benedetto XIV
- Papa Clemente XIII
- Cardinale Marcantonio Colonna
- Cardinale Giacinto Sigismondo Gerdil, B.
- Cardinale Giulio Maria della Somaglia
- Cardinale Carlo Odescalchi, S.I.
- Vescovo Giovanni Battista Bellè